# ジョージ・ワシントン
ジョージ・ワシントン（英語: George Washington、グレゴリオ暦：1732年2月22日 - 1799年12月14日（ユリウス暦：1732年2月11日生まれ)）は、アメリカ合衆国の軍人、政治家。初代アメリカ大統領。
アメリカ合衆国建国の父のひとりとされている。
日本語では他にジョージ・ウォシントンとも。

## 生涯

### 生い立ち
1732年2月22日、バージニア植民地ウェストモアランド郡コロニアル・ビーチ南部に位置するポープズ・クリーク・プランテーションで生まれた。彼の誕生日は1731年2月11日（ユリウス暦)、1732年2月22日（グレゴリオ暦）となっている。当時のイギリスおよび後にアメリカ合衆国として独立する地域ではユリウス暦を採用していたが、グレゴリオ暦の方が有名である。日付が1年以上食い違っているように見えるが、これは、当時イギリスでは3月25日が年初日とされていたためで、生年そのものは1732年である。
ワシントンの一家は、バージニア州で黒人奴隷プランテーションを経営し、後には鉱山開発も手掛けた。ワシントン家はバージニアでの指導層とまでは行かず、中流のジェントリであった。彼の両親、オーガスティン・ワシントン（1694年11月12日 - 1743年4月12日）とその2番目の妻メアリー・ボール（1708年11月30日 - 1789年8月25日）は、イギリス出の家柄であり，女系からプランタジネット朝第7代イングランド国王 エドワード3世の14世孫である。 
オーガスティンは1657年にイングランドのサルグレイブからバージニアに渡ってきたジョン・ワシントンの孫であった。先妻ジェーン（1729年没）との間に4人の子をもうけたが2人だけが成長し、後妻のメアリーとの間には6人の子が生まれ、5人が成長した。
ワシントンは幼年期の多くをスタッフォード郡のフレデリックスバーグに近いフェリー・ファームで過ごした。父のオーガスティンはジョージ・ワシントンが11歳の時に死に、14歳年長の長兄ローレンス（1718年-1752年）が父親代わりを務めた。ローレンスの義父ウィリアム・フェアファックスもワシントンの人格形成に影響を与えた。ローレンスが父の遺産の大半を相続し、その農園をマウントバーノンと名付けた。ワシントンはフェリー・ファームを相続した。
青年期は測量を学び、生まれ育ったバージニアの地形について知悉（ちしつ）するようになった。
1748年には農園主としての経歴を積み始め、またブルーリッジ山脈の西側の土地の測量にも請われて参加した。1749年、フェアファックスの後押しもあって、新しく作られたカルピーパ郡の測量士として初めて公的な役職に就いた。
この仕事で得た収入でシェナンドー渓谷に新しく農園を購入したが、これがその後のバージニア西部における資産拡張の始まりとなった。この頃ローレンスの影響で西部の土地を開発することを目的として作られたオハイオ会社に興味を持った。また、バージニアの副総督（実質的な統括者）ロバート・ディンウィディとも知り合った。

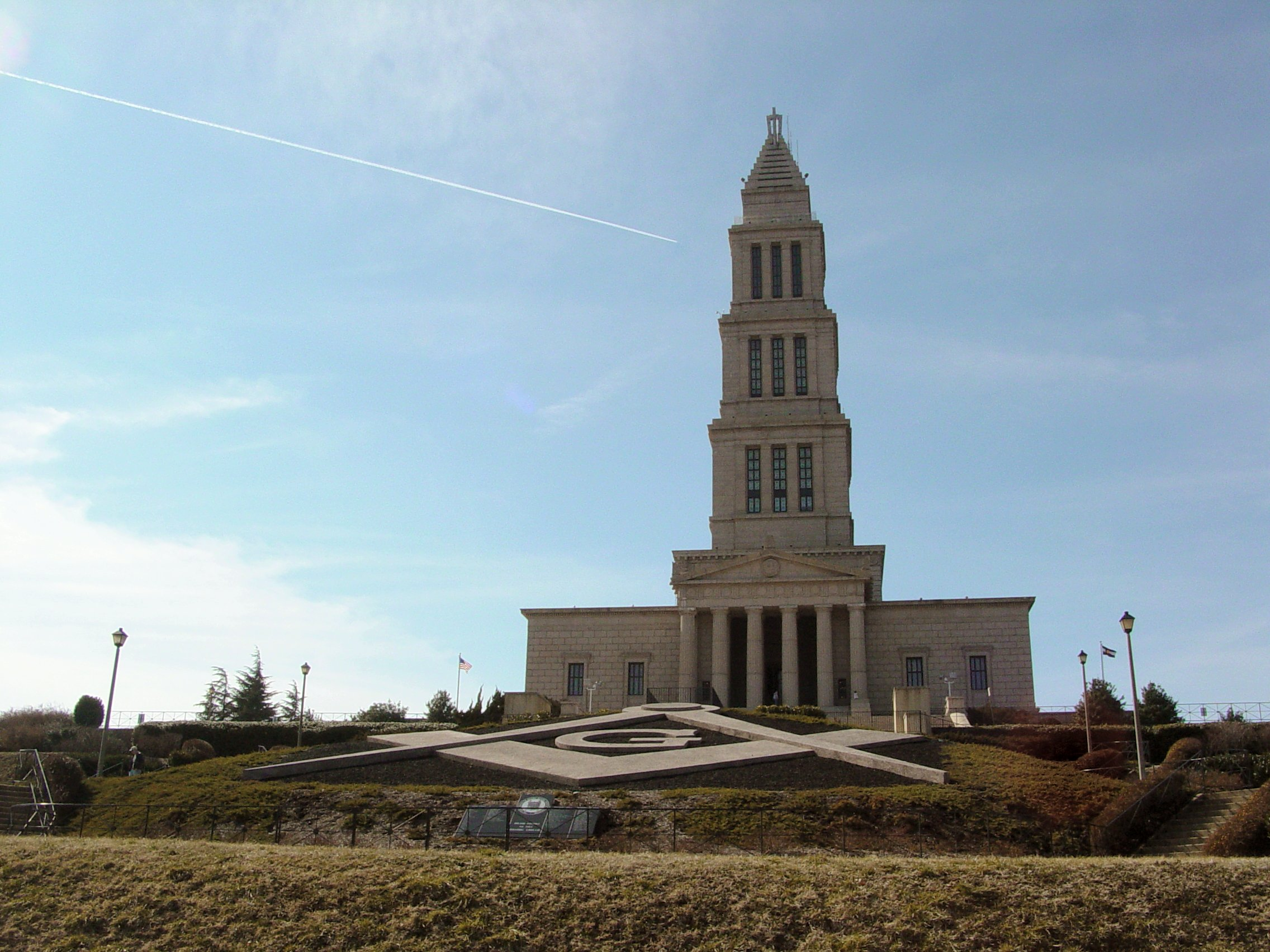
フリーメイソンの殿堂として建てられたジョージ・ワシントン・メソニック・ナショナルメモリアル

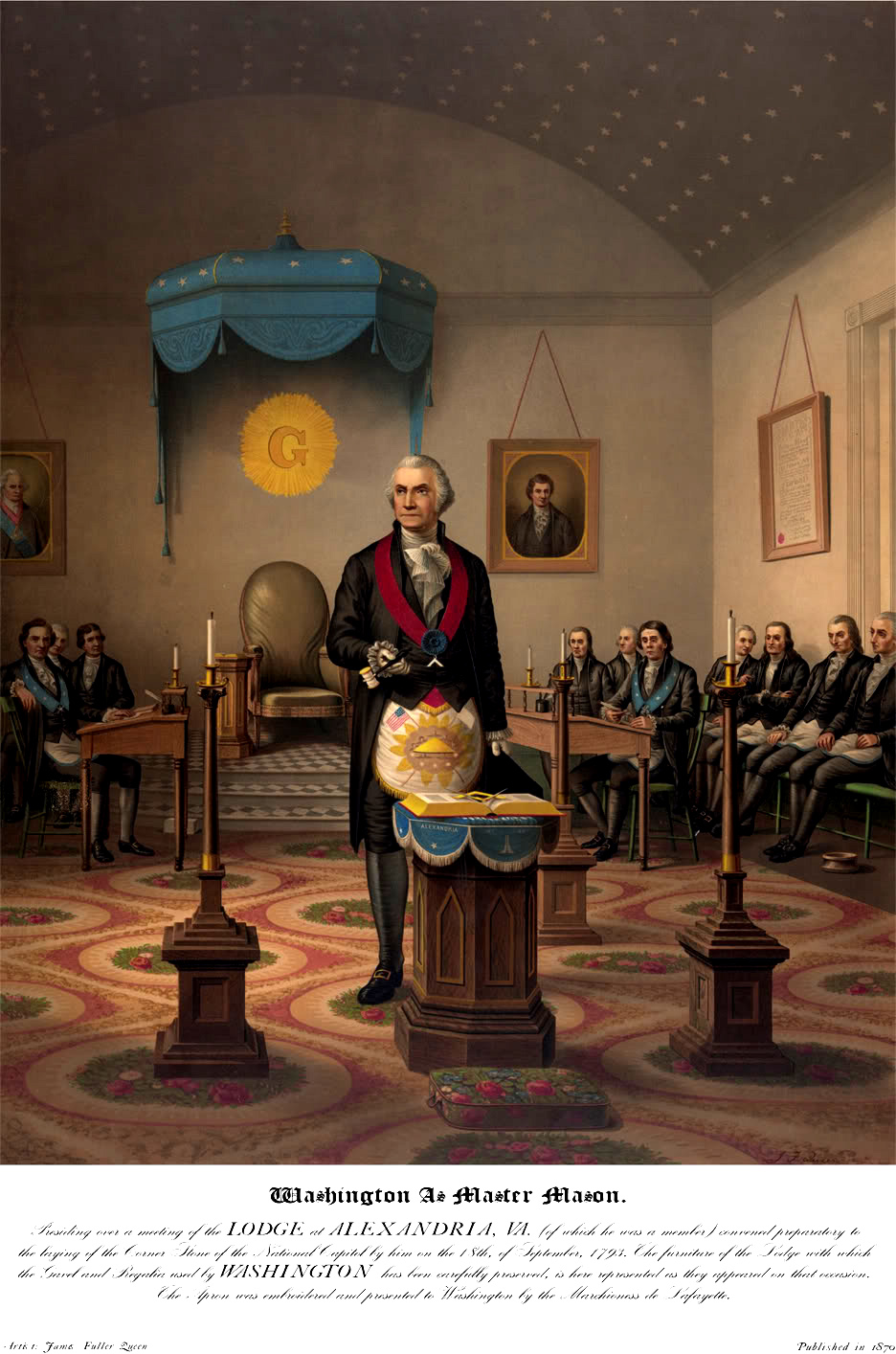
フリーメイソンの正装を着て聖書を前に立つジョージ・ワシントン

1751年に結核を患っていたローレンスが転地療養のためにバルバドスに渡った時、ワシントンも同行した。天然痘にかかるが無事に回復した。病気のあとは顔にあばたとして残ったが、これで免疫となったことはその生涯で経験した環境を考えれば重要なことであった。1752年2月4日にバージニア州のフレデリックスバーグ・ロッジNo.4 (Fredericksburgh (Fredericksburg) Lodge No.4) でフリーメイソンに加わった。同年7月にローレンスが死去した。彼は最初、ローレンスのマウントバーノンの農園を借り、最終的には相続した。ローレンスはバージニアの民兵隊長を務めており、その死後は4つの地区に分けてそれぞれ隊長が配されることになった。ワシントンはディンウィディの指名でその1つを継承し、少佐となった
。地区隊長としてのワシントンは割り当てられた宿舎に入り、民兵の訓練を行った。
1753年12月、ディンウィディはフランスの軍事力やその考え方を探る目的でワシントンを、現在のペンシルベニア州ウォーターフォードにあったル・ビューフ砦に派遣し、伝言を伝えさせた。この伝言はフランスによるオハイオでの開発を止めるように要求したものであり、当然のように無視され、その後アメリカにおける2強国の対立が世界的な紛争に繋がる引き金ともなった。この時作成したワシントンの報告書は大西洋の両側で読まれることになった。

### フレンチ・インディアン戦争

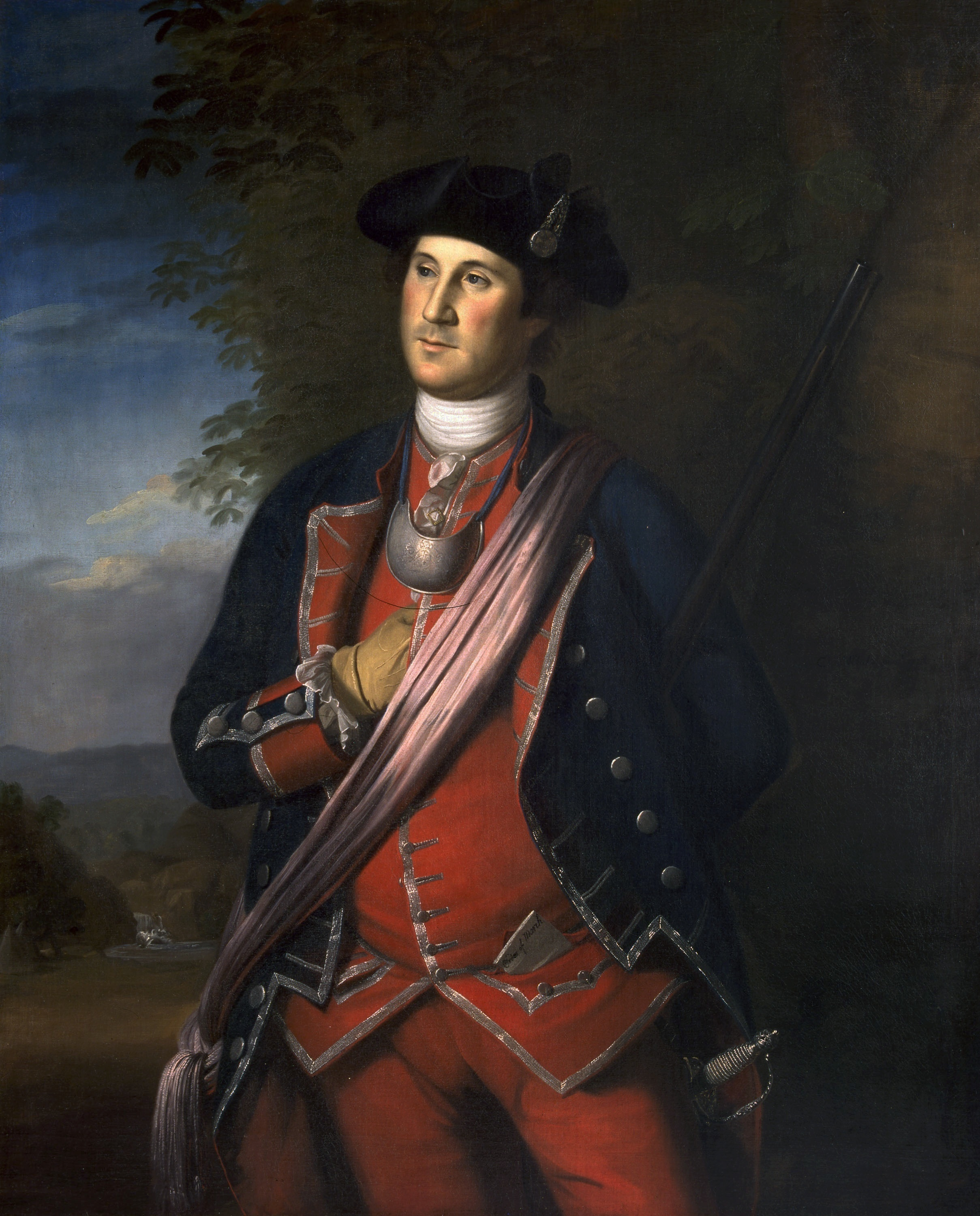
1772年にチャールズ・ウィルソン・ピールによって描かれた最も初期のワシントンのポートレート。バージニア連隊の大佐の制服を着ている。

1754年にワシントンはバージニア市民軍の大佐に任命され、バージニア西部の一連の砦を構築した。彼はバージニア州知事によってオハイオ渓谷からフランス軍を排除するために派遣された。フランス軍は要求を拒絶し、ワシントンはフランス軍偵察部隊を攻撃、指揮官のジュモンヴィルを含む10人を殺害した。フランス軍の報復を予想したワシントンは小さな砦（ネセシティ砦）を構築した。しかしながらそれは無意味だった。ワシントンの部隊はフランス軍に数で圧倒され、低地に作られた砦は激しい降雨により氾濫に見舞われた。結局彼は降伏せざるを得ず、フランス軍とバージニアへの安全な帰還を交渉した。降伏の条件にはジュモンビル・グレンの戦いでフランスの斥候と指揮官を暗殺したという声明が含まれていた。フランス軍から解放されバージニアに戻ったワシントンは降格されるよりも辞任の道を選んだ。しかしこの敗戦が結果的にフレンチ・インディアン戦争の開戦を招くこととなる。
1755年、ワシントンはフレンチ・インディアン戦争でオハイオ領土を取り戻すことを試みたイギリス軍のブラドック遠征に従軍した。西ペンシルベニアでのモノンガヒーラの戦いの間に、配下の3頭の馬が銃撃を受け、4発の弾丸が彼のコートを貫通した。この戦いで敗北を喫したものの、彼は退却の際に砲火の下の冷静さを示した。戦闘中のワシントンの役割はその後の議論の対象となってきたが、伝記作者のジョセフ・エリスは、ワシントンが戦場を馬で乗り回し、イギリス軍やバージニア民兵の残存兵を掻き集めて撤退させたと主張している。
同年秋、バージニアの山岳地で難しい辺境の任務を与えられた。1758年、ジョン・フォーブスの遠征隊に参加し、この時はデュケイン砦のフランス軍を排除することに成功した。この年遅くワシントンは軍隊の現役から退き、その後の16年間はバージニアの農園主および政治家として過ごした。

### 2つの戦争の間
ワシントンはニューケント郡パマンキー川の南岸にあるホワイトハウス・プランテーションに住んでいる未亡人、マーサ・ダンドリッジ・カスティスに紹介された。フレンチ・インディアン戦争の最中で休暇を取って帰った時に、マーサの友人が案内した。ワシントンは初めて会ってから3週間の間にマーサの家を2回訪れただけで結婚を申し込んだ。2人は共に27歳であり、1759年1月6日にマーサの家で式を挙げた。新婚の2人はマウントバーノンに移動し、そこでワシントンは上流階級の農園主で政治的な関わりを持つ貴族的な生活を送った。マーサの以前の夫、ダニエル・パーク・カスティスとの間にできた連れ子ジョン・パーク・カスティスとマーサ・パーク・カスティスを育て、2人を愛情を込めてジャッキーとパチィと呼んだ。
ワシントン夫妻には子供ができなかった。おそらくワシントンが天然痘にかかったことがあり、その後結核によって無精子症になった可能性がある。
後にジャッキーが死んだ1781年以後はその子供達、エレノア・パーク・カスティス（ネリー、1779年 - 1852年）とジョージ・ワシントン・パーク・カスティス（ワシー、1781年-1857年）を育てた。

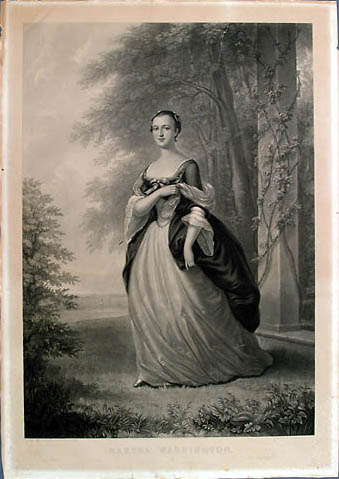
メゾチント版によるマーサ・ダンドリッジ・カスティスの肖像。

ワシントンは裕福な未亡人と結婚してその資産を増し、社会的地位を上げた。結婚した時にカスティスの資産18,000エーカー (73 km2) からその3分の1にあたる土地を取得し、その残りはマーサの2人の子供たちのために管理した。その後もたびたび自分名義で土地を買い増していき、またフレンチ・インディアン戦争の報償として現在のウエストバージニアに土地の特許を認められた。1775年までにマウントバーノンは2倍の6,500エーカー (26 km2) となり奴隷を100人以上所有した。ワシントンは戦争の英雄としてまた大土地所有者として尊敬され、地域の役職を務め、1758年からはバージニア植民地議会にも選ばれた。
ワシントンは1769年に高まった植民地の反抗で指導的な役割を担った。このとき友人のジョージ・メイソンが起草した提案書で、タウンゼンド諸法が撤廃されるまではイギリス製品のボイコットをバージニア植民地に呼びかけていた。イギリスの議会はこの法律を1770年に撤廃した。ワシントンはその仲間の市民の活動も積極的に支援した。1771年9月21日、ボルチモアの商人ジョナサン・プローマン・ジュニアのためにニール・ジェイムソンに宛てて手紙を書いた。プローマンはその所有する船が無許可品を輸出した廉でボストンのフリゲートに拿捕されており、その船を取り戻すためにワシントンの助力を求めてきていた。
ワシントンは、1774年の耐え難き諸法の成立を「我々の権利と主権に対する侵害」と見なした。7月、ワシントンは会議を主宰し、大陸会議の招集を求めるフェアファックス決議を採択した。8月、バージニアの最初の会議に出席し、第一次大陸会議の代議員に選ばれた。
1776年、トマス・ペインの『コモン・センス』を読むまで彼は植民地の独立を支持しなかった。

### アメリカ独立戦争

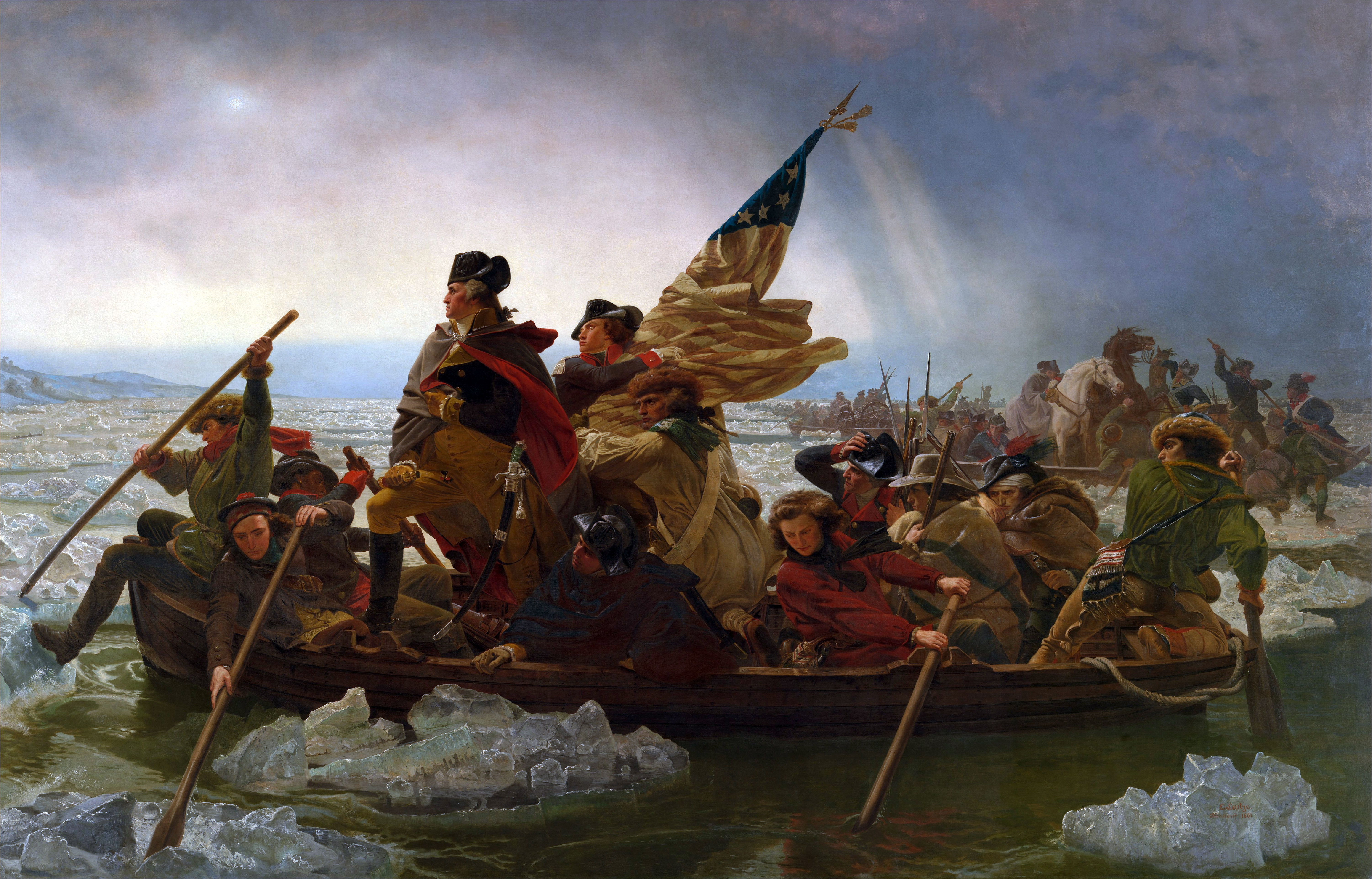
デラウェア川を越えるワシントン

1775年4月のレキシントン・コンコードの戦い後、ワシントンは第二次大陸会議に軍服姿で現れ、戦争に対する準備ができていることを知らしめた。ワシントンには威信があり、軍隊での経験、カリスマ性と軍人らしい態度、強い愛国者という評判があり、さらに、特にバージニアを初めとする南部諸邦の支持があった。指揮官の職を明白に求めたわけではなく、むしろそれには釣り合わないと主張したが、ワシントンに見合うような対抗馬がいなかった。大陸会議は6月14日に大陸軍を創設し、6月15日にフィラデルフィアで行われた大陸会議においてワシントンは植民地軍総司令官に任命された。マサチューセッツの代表ジョン・アダムスはワシントンの任命を、彼の「司令官としての能力...偉大な才能と博識の人格」を引き合いに出して提案した。彼は7月3日に司令官として就任し、アメリカ独立戦争を戦った。
進行中であったボストン包囲戦のさなかに大陸軍は火薬が不足していることを認識し、新しい供給源を求めた。西インド諸島などにあったイギリス軍の兵器庫を襲い、また製造も試みられた。かろうじて適量の火薬（約250万ポンド、1134トン）を大半はフランスから1776年末までに手に入れた。
ワシントンは包囲戦の長い対峙期間に軍隊を編成しなおした。1776年3月17日にドーチェスター高地に大砲を配置しイギリス軍を威嚇、ボストンからの排除に成功した。ウィリアム・ハウ将軍の率いるイギリス陸軍は、カナダのハリファックスへ退却した。イギリスの新聞は大陸会議の愛国者に対しては否定的であったが、ワシントンの個性と軍隊指揮官としての質については何度も褒め上げた。
さらにイギリス議会の両陣営共にアメリカ将軍の勇気、忍耐強さおよびその軍隊の繁栄に対する気配りが賞賛に値し、自国の指揮官に求められる美徳の例だと考えた。ワシントンが政治に関与することを拒んだことで、すべて軍事的任務に身を挺し、党派的抗争を超越している人としての評判を強化した。
ワシントンの軍勢はイギリス軍の攻撃を予想しニューヨークへ移動した。1776年8月、イギリスのウィリアム・ハウ将軍は海軍と陸軍を合わせた大軍でニューヨーク奪取を目論む作戦を開始し、さらに交渉での解決も提案した。ワシントン指揮下の大陸軍は新しく独立を宣言したアメリカ合衆国軍として初めての敵との戦闘である8月22日のロングアイランドの戦いでは敗北した。これは独立戦争全体でも最大の戦いとなった。この戦いとその他幾つかの戦いでのイギリス軍の勝利（ハーレムハイツの戦いなど大陸軍が勝ったものもあった）によって、ワシントンは戦力の多くを保持したままどうにかニューヨークから急遽ニュージャージーまで脱出することになり、大陸軍の将来に暗雲が漂った。

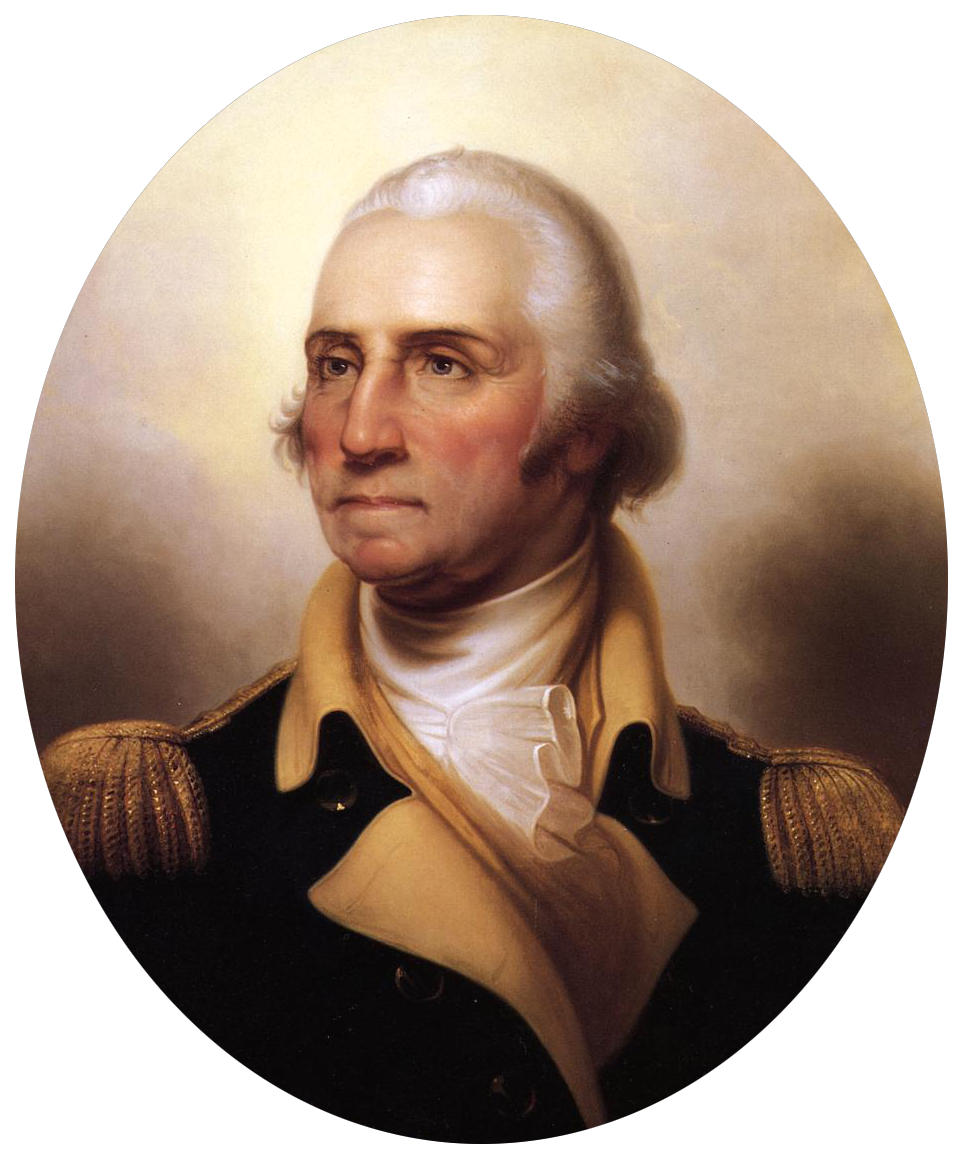
軍装のワシントン

1776年12月25日の夜に軍を率いたワシントンはデラウェア川を越え、クリスマスの攻撃を予想もせずニュージャージーのトレントンに駐留していたドイツ人傭兵部隊を攻撃した。続いて1777年1月2日から3日にかけてプリンストンでチャールズ・コーンウォリス将軍の部隊に対する攻撃を行い最終的にニュージャージーを奪還した。攻撃の成功は独立を支持する入植者達の士気を鼓舞した。
同年末にハウ将軍は植民地の首都フィラデルフィアの占領を目指した攻撃を行った。1777年9月11日のブランディワインの戦いではワシントンが敗北した。9月26日、ハウはワシントンを追い出して抵抗もなくフィラデルフィアに入った。10月早くにジャーマンタウンの戦いでイギリス軍を退かせるための試みが行われたが、霧と混乱のために失敗し、ワシントンは冬の間バレーフォージへの撤退を余儀なくされた。一方、イギリス軍のジョン・バーゴインに率いられた別働軍はハウからの援助を受けられずに罠にはまり、ニューヨークのサラトガで全軍が降伏を強いられた。この結果として、フランスがアメリカとの同盟で参戦し、独立戦争は世界的な戦争に変わった。ワシントンがフィラデルフィアを失ったことで、大陸会議のメンバーの中にはワシントンを指揮官から外すと言い出すものが現れた。この騒動はワシントンの支持者がその後ろ盾に集まって失敗に終わった。
しかしながら、ワシントンの部隊は敗北から回復し厳しい冬を乗り越え、春にはプロイセンのフリードリヒ・フォン・シュトイベン男爵の下に訓練を行った。その後1778年6月28日にモンマスの戦いでフィラデルフィアからニューヨークへ移動するイギリス軍を攻撃した。
すさまじい見込みに対して、ワシントンは革命の間軍勢を維持し、ホレイショ・ゲイツやベネディクト・アーノルドといった将軍達が1777年のサラトガの戦いで勝利を勝ち取った一方、イギリス軍を国の中央部に釘付けにした。モンマスの戦いの後、イギリス軍は南部植民地に攻撃を集中した。また、ワシントンの部隊は南部でイギリス軍と交戦せずロードアイランド州に移動し、ここで彼は戦争の終了まで軍事行動を命令した。
1779年、ワシントンはジョン・A・サリバン少将に、ニューイングランドのイロコイ族への攻撃命令を下した。ワシントンはこう命じている。｢村落すべてを破壊し、根絶やしにするように。同国を単に制圧するだけでなく、絶滅させるのだ｡」このインディアンに対する虐殺と絶滅の指令の際に、ワシントンは将軍にこう付け加えた。｢彼らが根絶やしになる前に、なんでもいいから和平案があったら聞いておくように｡」
1781年にアメリカ軍とフランス軍およびフランス艦隊が、バージニア州ヨークタウンでコーンウォリス将軍の部隊に罠を仕掛けた。ワシントンは南へ迅速に進み9月14日に軍隊に加わって、イギリス軍部隊が降伏するまで包囲を行った。イギリス軍は降伏し、それはイギリスの独立を抑えようとする試みの終了となった。ワシントンはこの戦争とその後の人生で成功者として知られているものの、イギリス軍と9回戦って3回しか勝利できなかった。1783年のパリ条約によって、大英帝国はアメリカの独立を承認した。
1783年3月、大陸会議が一群の大陸軍士官に給料の遅配分を払うよう脅されたが、ワシントンはその影響力を使って彼らを散会させた。ワシントンは大陸軍を解体させ、11月2日にニュージャージー州ロッキー・ヒルでワシントン将軍は「軍隊への送別の式辞」を行った。
11月25日、イギリス軍がニューヨーク市を解放し、ワシントンと知事が後を支配した。その後12月4日にニューヨーク州フローンセス・タバーンで彼は公式に彼の部下に別れを告げた。
この年、ワシントンはインディアンを狼と比較して、嫌悪も露わにこう発言している。“Indian’s and wolves are both beasts of prey, tho’ they differ in shape.” 「姿こそ違えど、インディアンは狼と同様の猛獣である｡」
ワシントンが軍を指揮していた間、インディアンを絶滅させる方針は一貫していて、ワシントンの軍隊はブーツトップやレギンスを作るためにイロコイ族の尻の皮を剥いだ。ワシントンによる虐殺を生き延びたインディアンたちは、ワシントンを「町の破壊者 (Town Destroyer)」と呼んだ。エリー湖畔からモホーク川にかけて、30を数えたセネカ族の集落のうち、ワシントンの直接命令によって、ここまでの5年未満の間で28の町村が破壊し尽くされたのである。またこのなかには、モホーク族、オノンダーガ族、カユーガ族のすべての町と集落が含まれていた。1792年に、ワシントンについてイロコイ族の一人が次のような言葉を残している。
「今では、ワシントンの名を聞いただけで、我々の女たちは後じさりし、顔色が悪くなる。そして、我々の子供たちは母親の首にしがみつく」

### 戦後の活動
1783年12月23日、ワシントンは陸軍最高司令官の辞任について、アナポリスのメリーランド州会議事堂で演説した。この辞任は成立間もない国家にとっては大きく重要で、軍人ではなく文民から公式に選ばれた大統領が最終的な権威を保持することとなった。ワシントンは絶大な権力を保持することができたかもしれず、実際彼の熱心な支持者の間には彼を永久的な統治者にしようとする動きがあった。しかし彼は、多くのアメリカ合衆国建国の功労者同様にそのような考えを憎悪した。これは権力を拒否した古代ローマ共和制の理想的市民指導者キンキナトゥスの例に倣ったものであった。
ワシントンが退役したとき、階級は中将（三ツ星の将軍）として登録されていたがこれは当時の大陸軍における最高階級であった。
ワシントンは説得されて1787年夏のフィラデルフィアで開催された憲法制定議会に出席し、満場一致で議長に選出された。ワシントンは議論の場には出席しなかった（様々な条項の賛否を決する場にのみ出席した）が、彼の存在が出席者達の連帯感をつなぎとめ討議を続けさせる役にたった。議会の代議員達は心の中でワシントンを国の代表とする姿を描き、一旦選ばれたからにはワシントンがその執務のやり方を作り上げることを許した。憲法制定会議が終り、ワシントンがその憲法を支持したことで、バージニア議会を含み多くがその批准に賛成票を投じた。全13州が新しい憲法を批准した。
彼はおよそ8,000エーカーの農地を所有したが、当時広大な農地を持っていたにもかかわらずその生活は貧しく、多くの現金を手にしたことはなかった。実際彼は大統領に就任しニューヨークに転居するために600ポンドの借金をしなければならなかった。

### 大統領職
1789年2月4日、アメリカ合衆国において、最初の大統領選挙が行われた。
選挙人を選出する方法の決定は、各州に任された。全13州の内、10州のみが、選挙人団の投票を行った。
また、それらの10州の内、5州のみが、大統領選出の為、一般投票を行った。
選挙人投票率100%の票を得た大統領は、現在までワシントンだけである。
1789年4月30日、ニューヨークフェデラル・ホールにおいて、アメリカ合衆国憲法に基づく大統領の就任宣誓式が開催された。
ジョージ・ワシントンの俸給は、アメリカ合衆国議会第1会期において、25,000ドルと決定された。この俸給は、1789年当時としては高額であった。
ジョージ・ワシントンは、無私の公僕というイメージを大事にしていたため、またすでに富を構築していたこともあり、アメリカ合衆国議会の決定した俸給を辞退した。
アメリカ合衆国議会の強固な要請もあり、最終的には、アメリカ合衆国議会が決定した俸給を受け取ることを認めた。ジョージ・ワシントンの大統領選出馬は、戦後にマウントバーノンで静かな引退生活を望んだ妻のマーサにとって期待外れの出来事であった。
しかしながら、彼女はすぐにファーストレディとして自らの応接室を開き、政府高官たちのために毎週のディナーパーティーを計画した。
ジョージ・ワシントンは、職務の華やかさや作法には慎重に臨み、肩書きや衣装が共和制者として適切であるように配慮し、決してヨーロッパ宮廷を真似するようなことはしなかった。
この目的を達成するため、大統領職の呼称として "Mr. President" という簡素なものを好み、他に提案されていた仰々しい呼称（"His Highness the President" など）は採用しなかった。
ジョージ・ワシントンは、才能あり性格もよい優秀な代議士かつ判断者として、通常の閣議では最終結論を出す前に議論させたため、有能な管理者であることを証明した。
所定の政務を行う時は「体系立て、秩序正しく、活力があり、他人の意見に配慮したが決断力があり、共通の目標を意図し、そのために首尾一貫した行動を執った。」
ジョージ・ワシントンは、二期目の大統領選出馬には、気乗りがしていなかった。ジョージ・ワシントンは、3期目の大統領選出馬を拒否し、大統領職は2期までという慣習的政策を作った。この政策は、のちにアメリカ合衆国憲法修正第22条によって法制化された。

#### 政策
ジョージ・ワシントンは、大統領就任後、国務長官にトマス・ジェファーソン、財務長官にアレクサンダー・ハミルトン等を要職に任命した。ジョージ・ワシントンは、政党は党派的対立を生んで国家を分裂させる元であると考えていた。これは彼が言ったとされている「我々には政党はいらない。なぜなら、我々は全て共和主義者だからだ」という発言に象徴されている。そのため、共和主義者を中心としつつも、均衡を重視した人事を行ったとされている。しかしながら、親密なアドバイザーであった2人が党派を形成し、後の第一政党制と呼ばれる時代を築くこととなった。ジョージ・ワシントン時代の財務長官であったアレクサンダー・ハミルトンは米国の信用を作り上げ、財政面において、強固な基盤を構築する大規模な財務計画があり、連邦党の基礎を構築する。国務長官であったトーマス・ジェファーソンは、民主共和党の設立者であり、アレクサンダー・ハミルトンの政策に激しく反対した。ジョージ・ワシントンは、トーマス・ジェファーソンよりも、アレクサンダー・ハミルトンに肩入れした。
また、インディアン民族に対しては絶滅政策を採った。ニューイングランド領のインディアン部族に対しては皆殺しを命じた。

#### 大統領顧問団
| 職名     | 氏名                         | 任期        |
| -------- | ---------------------------- | ----------- |
| 大統領   | ジョージ・ワシントン         | 1789 - 1797 |
| 副大統領 | ジョン・アダムズ             | 1789 - 1797 |
| 国務長官 | トーマス・ジェファーソン     | 1789 - 1793 |
| 国務長官 | エドムンド・ランドルフ       | 1794 - 1795 |
| 国務長官 | ティモシー・ピカリング       | 1795 - 1797 |
| 財務長官 | アレクサンダー・ハミルトン   | 1789 - 1795 |
| 財務長官 | オリヴァー・ウォルコット     | 1795 - 1797 |
| 陸軍長官 | ヘンリー・ノックス           | 1789 - 1794 |
| 陸軍長官 | ティモシー・ピカリング       | 1795 - 1796 |
| 陸軍長官 | ジェイムズ・マクヘンリー     | 1796 - 1797 |
| 司法長官 | エドムンド・ランドルフ       | 1789 - 1793 |
| 司法長官 | ウィリアム・ブラッドフォード | 1794 - 1795 |
| 司法長官 | チャールズ・リー             | 1795 - 1797 |
| 郵政長官 | サミュエル・オズグッド       | 1789 - 1791 |
| 郵政長官 | ティモシー・ピカリング       | 1791 - 1795 |
| 郵政長官 | ジョセフ・ハーバーシャム     | 1795 - 1797 |

#### 指名した最高裁判所判事
- ジョン・ジェイ - 最高裁長官 - 1789
- ジョン・ラトリッジ - 最高裁長官 - 1795
- オリヴァー・エルスワース - 最高裁長官 - 1796
- ジェイムズ・ウィルソン - 1789
- ジョン・ラトリッジ - 1790
- ウィリアム・クッシング - 1790
- ジョン・ブレア - 1790
- ジェイムズ・アイアデル - 1790
- トーマス・ジョンソン - 1792
- ウィリアム・パターソン - 1793
- サミュエル・チェース - 1796

1791年、議会は蒸留酒に消費税を課したが、これが特にペンシルベニア州の辺境での抗議を呼んだ。1794年までにワシントンが抗議者は連邦裁判所に出頭するように命じたが、これで抗議はウィスキー税反乱と呼ばれる全面的な暴動に変わった。この頃の連邦軍はあまりにも規模が小さかったので、ワシントンは1792年の民兵法を制定させ、ペンシルベニア州、バージニア州などいくつかの州で民兵を召集させた。知事達が軍隊を送りワシントンが指揮して反乱地域に進軍した。
戦闘は行われなかったが、ワシントンの示威行動は新しい政府が自分達で守ることができることを示した。現職の大統領が戦場で軍隊を指揮したのはこれまで2回あり、これがその最初の時であった。もう1回は米英戦争の時にホワイトハウスを焼かれたジェームズ・マディソンであった。これらのできごとは新憲法下で連邦政府が強い軍事力を使って各州や市民にその権威を行使してみせる最初の機会になった。

#### 外交

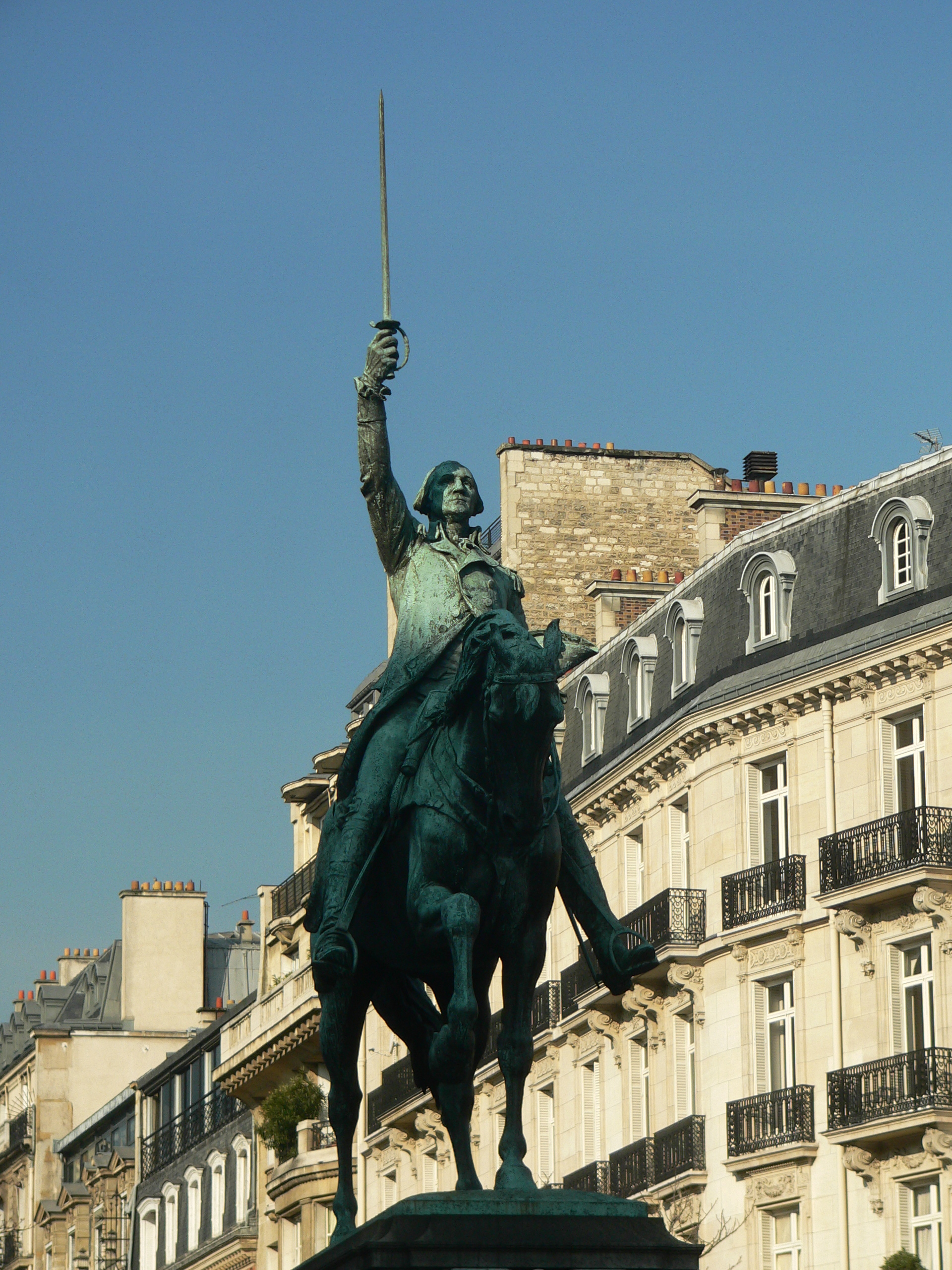
フランスのパリ、ディエナ広場にあるワシントンの銅像

1793年、フランス革命政府は「市民ジュネ」と呼ばれる外交官エドモン＝シャルル・ジュネをアメリカに派遣してきた。ジュネは他国商船拿捕免許状をアメリカ船に発行してイギリス商船を拿捕出来るようにした。大都市には民主共和協会のネットワークを作ることによりイギリスと戦争をしているフランスに対してアメリカ大衆の感情を巻き込むようにした。ワシントンはこの干渉を国内問題だとして拒否し、フランス政府にジュネを呼び返すよう要求し、またその協会を非難した。
フランスに対しては中立姿勢をとりつつ、イギリスとの貿易関係を正常化し、西部の砦に残っているイギリス軍を排除しまた独立以後に残された負債を解決するために、ハミルトンとワシントンは仏米同盟条約を維持しつつジェイ条約を考案した。この条約はジョン・ジェイが交渉にあたり、1794年11月19日に調印された。ジェファーソンの一派はフランスを支持しこの条約を攻撃した。しかし、ワシントンとハミルトンは大衆世論を動かして、ワシントンへの支持を強調することで上院での条約批准を取り付けた。イギリスは五大湖周辺の砦を明け渡すことに同意し、カナダとアメリカの国境を調整し、独立以前にあった多額の負債を帳消しにし、またイギリス領西インド諸島とアメリカの貿易を開放した。最も重要なことはこの条約でイギリスとの戦争を回避し、その代わりにイギリスとの貿易が繁盛する10年間をもたらしたことであった。この条約はフランスを怒らせ政治的議論の中心課題になった。

#### 辞任挨拶

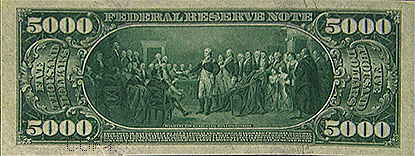
ワシントンの辞任挨拶（5000ドル紙幣の裏面に描かれたもの）

ジョージ・ワシントンの辞任挨拶（公式文書として1796年に出版）は、アメリカの政治的価値観の中でも最も影響力ある声明の一つであった。
ハミルトンの助けも得て主に自分自身で原稿を作り、国が一つにまとまることの必要性と重要さ、憲法の価値と法律の規則、政治的党派の悪、および共和制の下の人民に適した美徳について助言を与えている。挨拶の中で、道徳は「衆望がある政府の必要な源泉」と言った。また「良識と経験のどちらからも国民の道徳が宗教的教義を排除することに成功できると我々に期待させない」と言って、宗教の価値は概して社会の恩恵のためにあることを指摘した。
ワシントンの公的な政治挨拶は国内事情に関する外国の影響とアメリカがヨーロッパの事情に干渉することに対して警告していた。内政における苦痛を伴う政党政治に対して警告し、人々に党派を超えて行動し共通の善のために仕えるよう要求した。アメリカは主にアメリカの利益に集中しなければならないと言って、完全に外国に対する債務がないことを要求した。あらゆる国との友好と交易を勧めたが、ヨーロッパの戦争に巻き込まれることや長期にわたる「しがらみ」となる同盟に対して警告した。この挨拶は宗教や外交についてアメリカの価値観を迅速に作り上げた。

#### 本当の初代大統領か？
独立戦争と、合衆国憲法が署名されるまでの期間のリーダーが、なぜ初代大統領と認められないかと考える人たちもいる。
連合規約下の大陸会議議長が本当の初代大統領として、遡って考えるべきだという主張が存在する。政治上2つの地位は、一方が緩やかな連合を支配した単なる議会議長であり、もう一方は実際の連邦政府の長として活動的な代表だった点で異なる。この違いから多くの歴史家は、2つの地位が同一ではないと考える。したがって「本当の」初代大統領（アメリカ合衆国の国家元首）はジョージ・ワシントンである。
なお、当のワシントン自身は、初代大陸会議議長であったジョン・ハンソンが初代大統領であると考えていた。

### 晩年及び死後

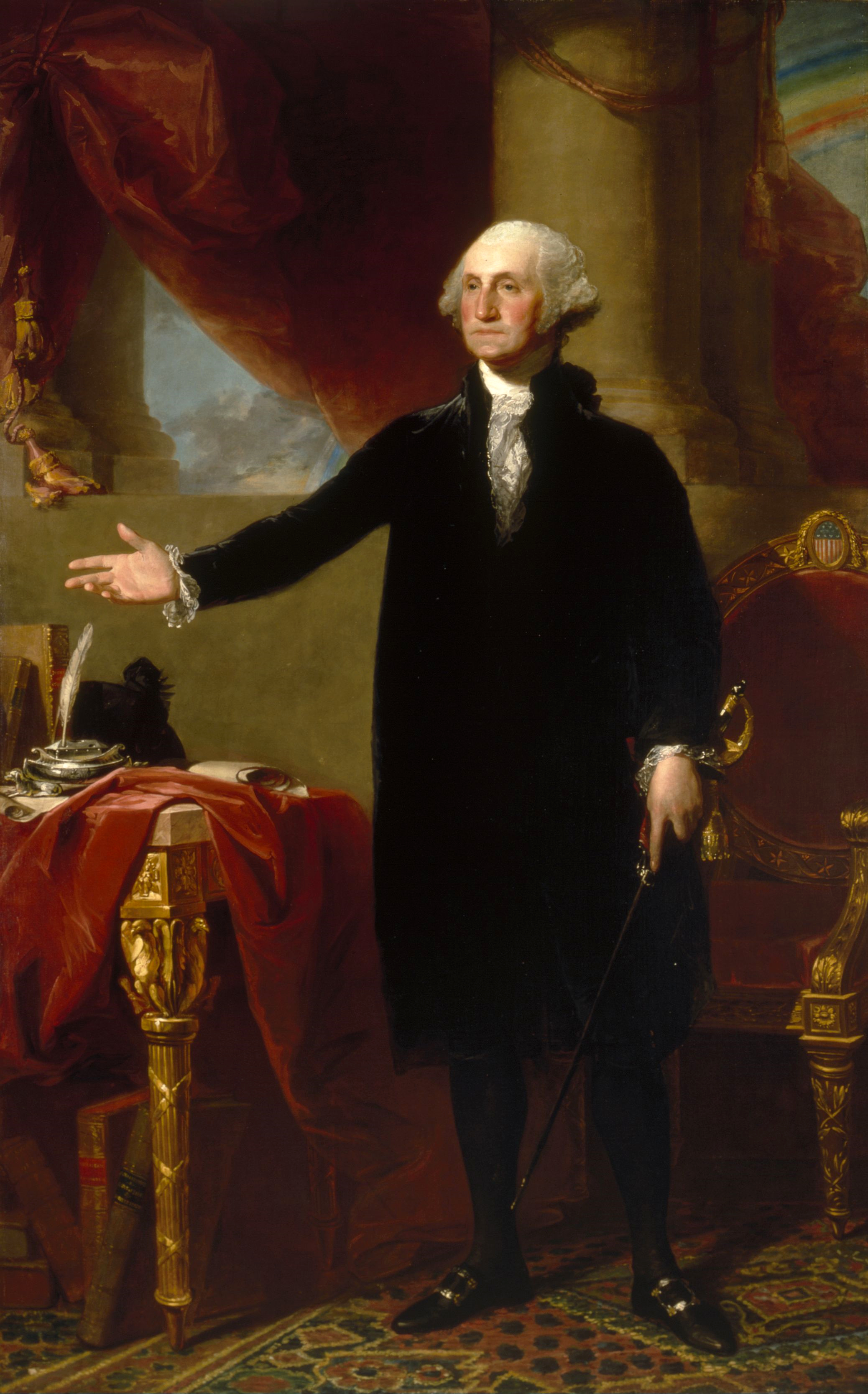
1796年のワシントン

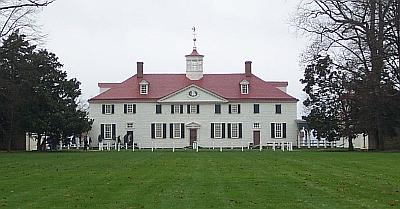
マウントバーノン

1797年3月に大統領職を辞任した後、ワシントンは解放感を抱いてマウントバーノンに帰った。その年は多くの時間を農園で過ごし、2,250平方フィート（75フィートx30フィート、200m2）の蒸留所を造った。これは新しい共和国でも最大級のものであった。中には5基の銅製蒸留器、1基のボイラー、50個の麦芽桶があり、その農園の中でも農業による収益性のない場所に造られていた。2年後には生産量が最大となり、7,500ドル相当のコーンウィスキーとライウィスキー11,000ガロン（42キロリットル）とフルーツブランディを生産した。
1798年にフランスとの戦争の脅威にさらされていたアメリカ陸軍の中将として最高司令官に再び指名された。ワシントンの任命は戦争が切迫していたフランスに対する警告であった。しかしながら、同年内に彼は急性喉頭炎に罹患したため、現役勤務することはできなかった。
1799年12月12日、ワシントンは馬に乗って、雪と後にはあられと凍えるような雨の中を数時間見回りに過ごした。その夜は濡れた衣服を着替えもせずに食卓に座った。翌朝目覚めると悪寒と熱があった。化膿性扁桃腺炎という咽喉感染症にかかったのである。これが急性の喉頭炎と肺炎に変わり容態が急変したワシントンは12月14日、自宅で67歳で死去。最期まで付き添ったのは親友の一人ジェイムズ・クレイク医師と個人的な秘書トビアス・リアだった。リアの日記にはワシントンの最後の言葉が「それはいい」だったと記した。妻のマーサはプライバシーの保護のために夫と交わした手紙を焼いたが、3通のみが残されることになった。
現代の医者はワシントンが連鎖球菌による喉の伝染病あるいは、瀉血による大量失血のショックと脱水症の合併症で死んだのではないかと考える。彼はマウントバーノンの家族墓地に埋葬された。ワシントンの死後、マウントバーノンは甥でアメリカ合衆国最高裁判所判事であるブッシュロッド・ワシントンが継いだ。
独立戦争時の同僚であり下院議員のヘンリー・ライトホース・ハリー・リーはワシントンを「戦争中の、平和のうちの、そして彼の同胞の心の中で一番の市民である」として称賛した。
ワシントンの死後、アメリカ陸軍はその名を「退役」名簿に載せた。生涯陸軍元帥の地位にあったドワイト・D・アイゼンハワー（ただし、大統領在任中は軍籍を離脱）を除き、ジョージ・ワシントンは大統領退任後に軍務に再就役した唯一の大統領である。アメリカ合衆国建国200周年となる1976年に、アメリカ議会はワシントンに軍の最高階級として、陸軍大元帥(General of the Armies of the United States)の称号を贈ることを議決し、大統領に対し1976年7月4日付での昇進を求めた。1978年にアメリカ陸軍省はワシントンを、その階級に叙している。

## 個人として

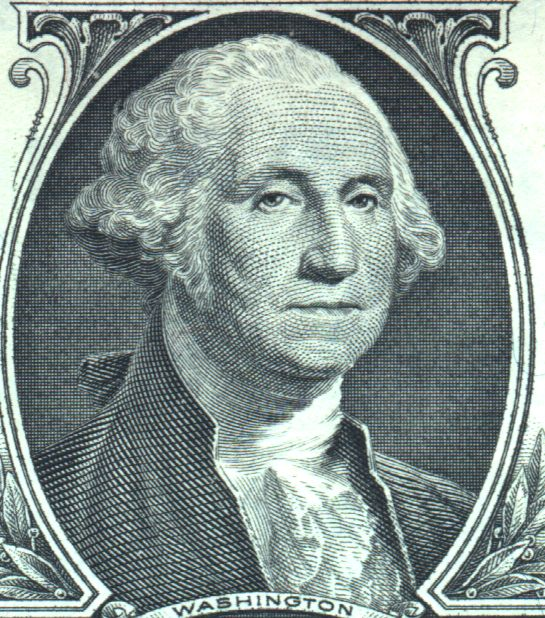
1ドル紙幣に描かれているワシントン

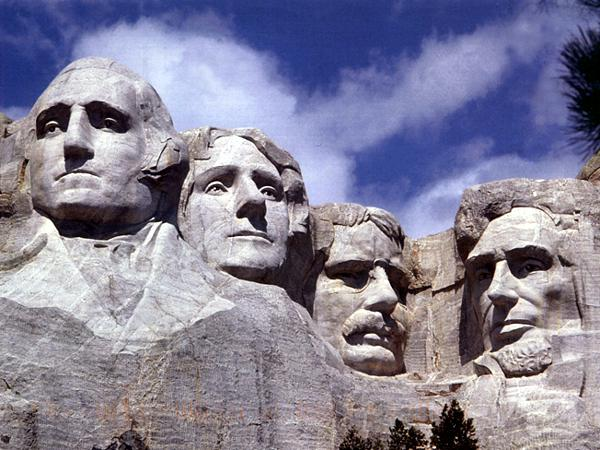
四人の大統領の彫像 ラシュモア山国立記念公園（左から右へ）ジョージ・ワシントン, トーマス・ジェファーソン, セオドア・ルーズベルト, エイブラハム・リンカーン

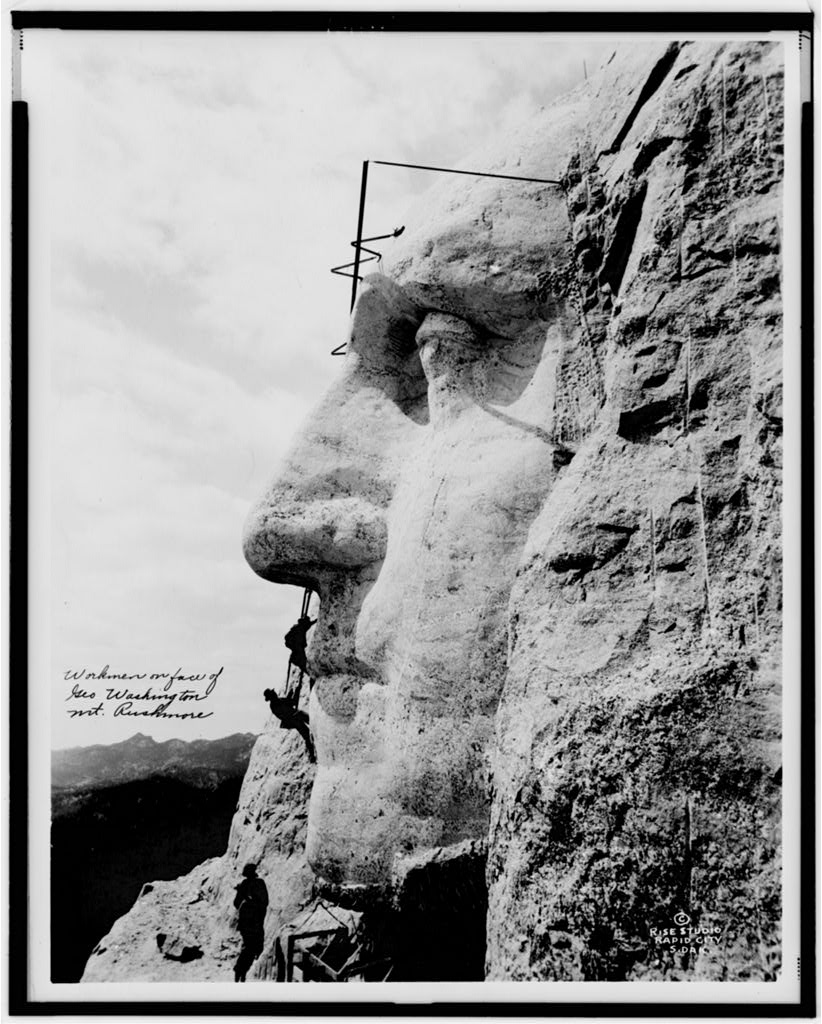
建造中のラシュモア山のワシントン像

- アメリカ合衆国建国の父として、首都や州名などにその名を残しているアメリカ合衆国憲法下で最初のアメリカ大統領。
- 首都ワシントンD.C.とホワイトハウスでの政務を行うことのなかった唯一のアメリカ大統領でもある。
- 農園経営の傍ら、土地投機事業にも熱心であったとされる。これが、植民地人の西部進出を制限する英本国の政策と対立したため、反英感情を高め、ひいては独立戦争の遠因になったという見方もある。
- 司教のウィリアム・ミードはワシントンが飲酒やダンス、観劇、狩猟といったものに反対する敬虔な人物であるとしたが、ワシントンの養子パーク・カーティスの著書にはワシントンがダンスや狩猟を行ったという著述がある。その上酒好きで、他の政治家仲間と独自の酒を造っていた。
- 大統領の権威が下がるということで、握手をほとんどしなかった。
- ワシントンはその人生を通して歯の問題に悩まされ続けた。22歳の時に最初の永久歯を失い、大統領に就任するまでにその残りは下の歯1本になっていた[34]。ジョン・アダムスによれば、ワシントンはブラジルナッツを歯で割って食べていたのが原因だというが、最近の歴史家の間では、天然痘やマラリアなどの治療に用いられた酸化水銀が原因で彼は歯を失ったのではないかと考えられている。ワシントンは多くの総義歯を所有していたが、そのうちの4セットはジョン・グリーンウッドによって作成された。一般的にワシントンの総義歯は木製だったと信じられているが、実際はそうではなかった。彼が大統領になるころには、総義歯はカバや象の牙を削って作られ、金のばねでおさえられていた。カバの牙でできたプレートに本当の人の歯と、一部馬やロバの歯なども混ぜ埋め込んで作った。歯の問題によってワシントンは恒常的に痛みを覚えていたため、アヘンチンキを使用していた。このほかワシントンは自身が所有する奴隷より歯を抜き、それで作られた数セットの入れ歯を所有していたとされる[35]。こういった彼の苦痛は現在の1ドル札も含め、就任中に描かれた多くの肖像画に表れ、大統領3選が確実だったにも関わらず引退したのはクリアな発声ができず、演説を好まなくなったことが一因とされる[34]。
- アメリカ合衆国の首都ワシントンD.C.（コロンビア特別区）は彼にちなんで命名された。コロンビア特別区は1790年の議会での議決により建設されたが、新首都となる地帯は湿地であり、19世紀まで大部分は湿地のままであった。首都はアメリカ合衆国憲法が記述される間、南部の賛成票を得るため妥協案として、北部の大都市ではなく、南部の土地に恒久的な首都として建設されることになった。
- ワシントンは、アメリカ陸軍士官学校の敷地としてニューヨーク州ウェストポイントを選定した。
- アメリカ合衆国の太平洋側北西部に位置するワシントン州も彼にちなみ命名された。同州は大統領の名を付けた唯一の州である。
- アメリカ海軍には彼に敬意を表しその名を付けた艦艇が多数存在する。ワシントンという名の艦艇は歴代に10隻存在し、ジョージ・ワシントンという名の艦艇は歴代に4隻存在する。（ワシントンを参照）
- ワシントンは、その肖像を1ドル紙幣および25セントコインに使用されている。ワシントンDCのジョージ・ワシントン大学も彼にちなんで命名された。
- ダンス愛好家であり、室内装飾のプロでもあった。
- 1860年、江戸幕府の使節が咸臨丸で訪米した。使節のメンバーである福沢諭吉はワシントンの子孫の近況を知りたいと思ったが、娘がいた筈でどうしているか知らないがどこかの内室になっている様子と案内人に冷淡な答えを返されたと『福翁自伝』で書き記している。前述の通り、ワシントンに直系の子孫はおらずパチィも1773年に死去しているが、ジャッキーの息子ジョージ・ワシントン・パーク・カスティスの娘メアリー・アンナ・カスティスが存命でロバート・E・リーに嫁いでいた。
- 1796年にリバティ・ホール・アカデミー（現在ワシントン・アンド・リー大学）へ当時私立の教育機関に対する寄付としては最高の$50,000を寄付した。[36]。

### 「桜の樹」の伝説

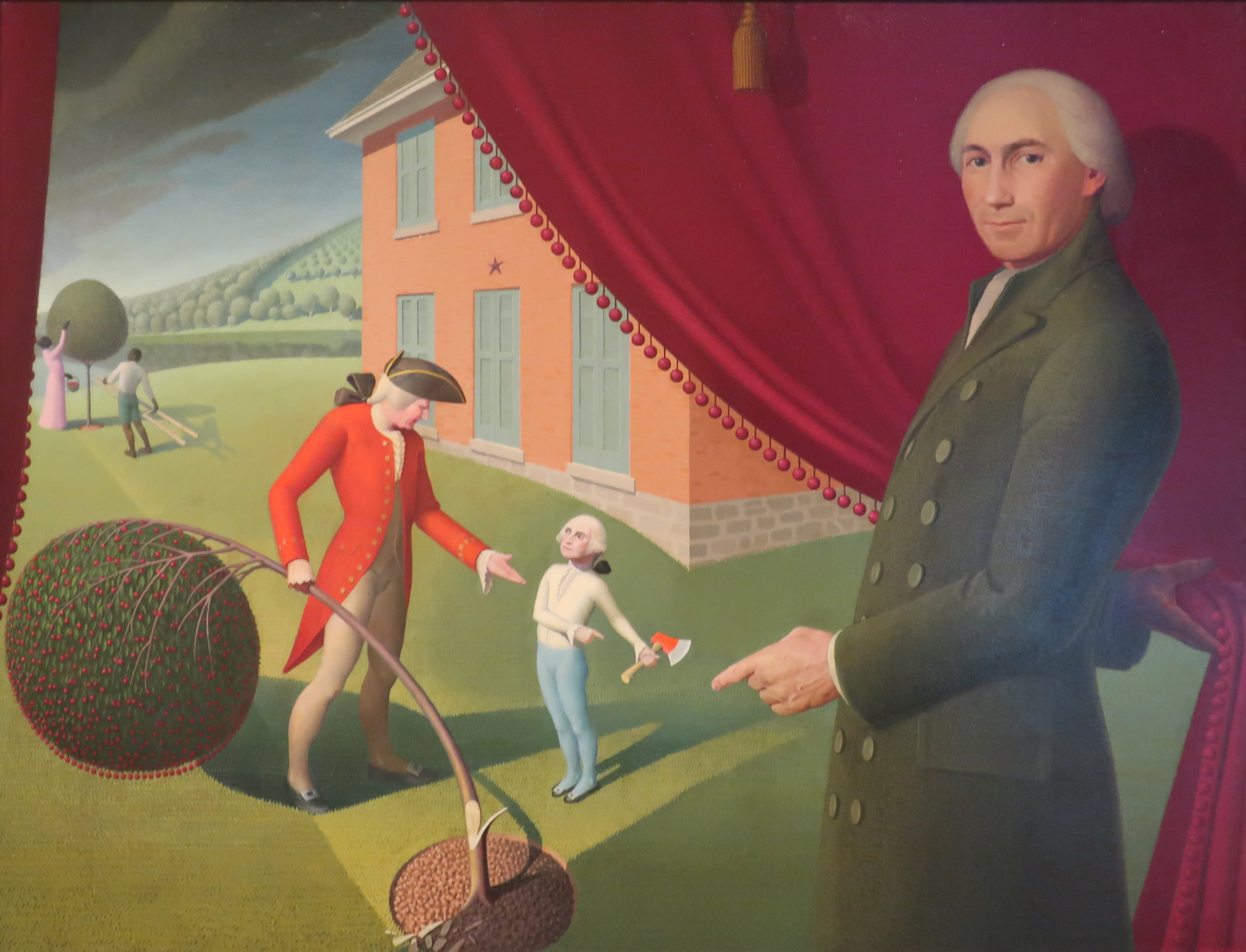
20世紀の画家、グラント・ウッドによる油彩『ウィームズ牧師の寓話』

ワシントンを崇拝する動きが、伝記での逸話の創造につながった。子供のとき桜の木を切ったことを父親に正直に話したら、かえって褒められたという挿話（ワシントンの斧 - George Washington's axe）が流布しているが、これはワシントンの死後にマウントバーノン教区のパーソン（牧師）、メイソン・ロック・ウィームズが子供向けに書いた『逸話で綴るワシントンの生涯』の中で、「嘘をついてはいけない」という教訓のために書いた作り話であるとされている。通説では、ワシントンが子供のころ、つまり1745年前後にはアメリカ大陸には桜の木はなかったとされている。ただし、原文は"English cherry-tree"。この話は初版から第四版まで存在せず、売上を伸ばすために1806年の第五版から掲載されたとみられる。ウィームズはまた、ワシントンがバレーフォージの近くの森で祈りを続けたという話も作り上げた。ウィームズの経歴も「マウントバーノン教区」なるものは存在せず、事実であったかどうか疑わしい。

### 「ワシントンと奴隷」の伝説
ワシントンが逃げようとする奴隷を見つけたという逸話。ワシントンがまだ幼いころ、逃げる奴隷に小さな舟を与えたが、奴隷は、ワシントンが農園主に逃げたことを伝えると思い、ワシントンを川の途中の島において行こうとした。ワシントンは「私があなたを逃がしたら私が責任を問われる。私はとめないからここから自分で対岸まで泳ぎなさい。私はだれにも言いませんから」と言い、逃がしたと言われている。

### ワシントンと奴隷制
アメリカ独立戦争の前に、奴隷制について道徳的な留保を表明することはなかったが、1778年までに黒人奴隷の家族を壊すことを望まなかったので奴隷の同意なしに売買することをやめた。
1778年、戦争のまっただなかであったが、マウントバーノンの管理人に宛てて手紙を書き、大量の（また徐々に年取りつつあった）奴隷を使っていくことはもはや経済的に非効率なので、奴隷を売り「黒人とは縁を切り」たいと言った。しかし法律的には「妻の財産の奴隷」を売ることができず、その奴隷たちが自分の奴隷たちと結婚していたので、その家庭を壊さずに売り払うことはできなかった。
戦後、個人的にはしばしば奴隷制度を嫌悪すると言っていた。ただし私人として疑念を表してはいたものの、それを公の場で批判することはなかった。実際に大統領としてのワシントンはフィラデルフィアの官邸に9人の家付き奴隷を連れてきていた。ペンシルベニア州の法律では、州内に居住した奴隷は6か月後に合法的に自由になるとされていた。ワシントンはマウントバーノンとフィラデルフィアの間で家付き奴隷を入れ替え、彼らに自由を与えないようにした。彼の採ったこの考え方は奴隷や大衆からは見えないようにされており、事実違法でもあった。
ワシントンは奴隷を解放したことでは唯一の著名な建国の父であった。しかし、生きている間は解放せず、妻が死んだ時に自分の奴隷を解放するよう遺言を残した。その地所であるマウントバーノンにいた奴隷全部がワシントンの財産ではなかったことを理解するのは重要である。妻のマーサは多数の奴隷を所有しており、妻の領地からマウントバーノンに移ってきた奴隷を一方的に解放することができるとは思っていなかった。彼の行動はラファイエットとの親密な付き合いで影響されていた。マーサはその人生の後半に権利を得た奴隷を解放することはできた。ワシントンは表立って奴隷制に反対を表明しなかったが、歴史家のドロシー・トゥーヒッグは、既に神経質で対立的な問題になっていたことで誕生間もない共和国を2つに割る危険を望まなかったからだと主張した。

### ワシントンとインディアン
ワシントンは黒人を奴隷として所有していたのと同様に、アメリカ先住民族であるインディアンを人間扱いしていなかった。彼が名を上げた「フレンチ・インディアン戦争」では、イギリス植民地軍は多数のインディアン部族と同盟を組み、フランス軍と戦わせ、フランス側についたインディアン部族と殺し合いをさせた。ワシントンはインディアンを「猛獣 (beasts of prey)」と呼んで、大統領に就任するとこれを植民の障害としてのみとらえ、「ニューイングランド一帯のインディアン部族を絶滅させるように」と閣僚に命じた。
ワシントンはのちに、合衆国によるインディアン民族に対する民族浄化について、次のようにその考えを述べている。
インディアンの諸国を相手とする、我々のやり方の基本は“正義”であったし、それはこれからもそうでなければならない。
1970年、インディアン権利団体「アメリカインディアン運動 (AIM)」は、スー族のブラックヒルズ一帯の占有権を認めた条約の確認を合衆国に求め、ワシントンらの「顔」の彫られたラシュモア山頂上で長期占拠抗議を行った。この際、スー族運動家のラッセル・ミーンズらインディアンたちは、ジョージ・ワシントンの「顔」に小便をかけてみせた。AIMのスポークスマンでもあるミーンズはジョージ・ワシントンについて、次のように述べている。
合衆国がイギリスから独立した理由について、うんざりするほどのプロパガンダが語られている。しかし、実際のところは、大奴隷所有者であり最大地主であるジョージ・ワシントンは、アメリカインディアンと同盟を組んだイギリスのオリジナルの条約を、西半球で守る必要がないように、イギリスとの関係を断ったのである。そして合衆国は西半球を侵略し、土地を奪ったのだ。